# Concerto pour piano de Robert Schumann
 (février 2024).
Si vous disposez d'ouvrages ou d'articles de référence ou si vous connaissez des sites web de qualité traitant du thème abordé ici, merci de compléter l'article en donnant les références utiles à sa vérifiabilité et en les liant à la section « Notes et références ».
Le Concerto pour piano en la mineur op. 54 est un concerto pour piano et orchestre composé par Robert Schumann et achevé en 1845. Seul concerto pour piano que le compositeur allemand a achevé, il est créé à Dresde le 4 décembre 1845. Il est l'un des concertos pour piano les plus joués et enregistrés de la période romantique.

## Histoire
En 1841, Schumann écrivit une Phantasie pour piano et orchestre, conçue selon ses propres termes comme « un juste milieu entre symphonie, concerto et grande sonate ». Cette Phantasie devait devenir, quatre ans plus tard, le premier mouvement de son concerto. En 1845 en effet, il y greffa un Intermezzo et un finale, ses éditeurs trouvant un concerto plus commercialisable qu'un simple Allegro.
L'œuvre fut créée à Dresde le 4 décembre 1845 par Clara Schumann au piano et Ferdinand Hiller, dédicataire de la pièce, puis reprise à Leipzig, le 1er janvier 1846, sous la direction de Felix Mendelssohn.
Le concerto n'eut pas un succès immédiat. Cela s'explique partiellement par le fait qu'il ne fut pas conçu comme un morceau de bravoure. Schumann, dont la main droite était endommagée depuis 1832, s'était écarté de toute virtuosité démonstrative dans ses œuvres. Il avait d'ailleurs confié dès 1839 à sa fiancée, Clara : « Je ne peux pas écrire de concerto de virtuose ; il faut que j'imagine autre chose ».
Après le concerto en la mineur, il écrivit encore deux autres pièces pour piano et orchestre : l'Introduction et Allegro appassionato en sol majeur (Op. 92), en 1849, et l'Introduction et Allegro concertante en ré mineur (op. 134).
L'œuvre concertante de Schumann comprend également un concerto pour violoncelle (1850) et un concerto pour violon (1853), tous les deux postérieurs à celui pour piano.

## Influence
Le concerto de Schumann, comme ceux de Chopin, pourrait avoir servi de modèle à Grieg pour la composition de son propre concerto (dont la tonalité est similaire).
Le thème d’Eusebius (avec Florestan l’un des deux doubles imaginaires de Robert Schumann), qui apparaît joué par un hautbois et d’autres instruments à vent dès le début du premier mouvement, a incontestablement été une source d’inspiration majeure pour la chanson Bésame mucho dont le succès planétaire remonte aux années trente.

## Mouvements
Les trois mouvements de la pièce s'intitulent :
1. Allegro affettuoso en la mineur ;
2. Intermezzo : Andantino grazioso en fa majeur ;
3. Allegro vivace en la majeur.

Les deux derniers mouvements s'enchaînent sans interruption.
Le thème initial du premier mouvement, que l'on retrouve à la fin du deuxième mouvement, ressemble fort à l'un des thèmes principaux du Vaisseau fantôme de Richard Wagner. Schumann n'a probablement pas pu s'inspirer de Wagner, car ce thème existe déjà dans la première version du Concerto, à savoir dans la Phantasie  achevée en 1841. Wagner a par contre pu s'inspirer de Schumann car, en 1841, Le Vaisseau Fantôme est en cours d'écriture et ne sera créé qu'en 1843.
La valeur lyrique de ce concerto a souvent été soulignée. La diversité thématique, notamment, en est remarquable. Plus intimiste et moins brillant que ceux de Chopin ou de Liszt, plus proche de ceux de Beethoven.
L'œuvre dure une trentaine de minutes.